# For Whom the Bells Toll (Pretty Little Liars)
"For Whom the Bells Toll" é o último episódio da primeira temporada e o vigésimo segundo episódio no geral da série de televisão Pretty Little Liars, adaptação da série de livros homônima escrita por Sara Shepard. O episódio foi dirigido por Lesli Linka Glatter e escrito por I. Marlene King. Foi originalmente exibido pela ABC Family nos Estados Unidos em 21 de março de 2011. No Brasil, estreou em 31 de agosto do mesmo ano, no Boomerang.
No episódio, as meninas planejam expor Ian Thomas como o assassino de Alison DiLaurentis depois de encontrar arquivos de vídeo íntimos delas em seus quartos. Enquanto isso, cada uma das meninas lidam com retrocessos em suas vidas pessoais. O episódio atraiu 3,64 milhões de telespectadores. É considerado como o segundo maior episódio classificado da temporada. O episódio também recebeu críticas positivas dos críticos, alguns elogiando o personagem de Brendan Robinson, Lucas Gottesman.

## Enredo
Spencer (Troian Bellisario), Hanna (Ashley Benson), Aria (Lucy Hale), e Emily (Shay Mitchell) assistem os vídeos de Ian (Ryan Merriman) que elas recuperaram da unidade de armazenamento, os quais contém Alison (Sasha Pieterse), Jenna (Tammin Sursok) e Toby (Keegan Allen) sendo filmados sem saberem. As garotas confrontam Jenna sobre o vídeo dela e Toby. Ela conta às meninas sobre o dia em que Alison a visitou no hospital e a ameaçou com o vídeo. As garotas prometem guardar segredo em troca da informação. Mais tarde, elas concluem que Jenna sentiu-se segura para voltar para Rosewood após o desaparecimento de Alison. As meninas então criam um plano para expor Ian, usando um telefone reciclável para enviar mensagens de texto exigindo dinheiro em troca dos vídeos.
Hanna, Aria e Emily reúnem-se no Willow Park com o Oficial Garret Reynolds (Yani Gellman) para capturar Ian. Elas, em vez de Ian, encontram um mensageiro (Tilky Jones) enviado para entregar o dinheiro exigido. Enquanto isso, Spencer leva a irmã da igreja, mas elas sofrem em um acidente. Ela deixa o hospital, indo de volta para a igreja para recuperar o telefone de Melissa (Torrey DeVitto), mas ela acaba ficando encurralada por Ian. Ele persegue-a até a torre do sino e tenta jogá-la prédio abaixo, dizendo que tinha planejado seu suicídio. No entanto, uma figura misteriosa com um capuz preto aparece e empurra Ian da torre do sino para as cordas, estrangulando-o e salvando Spencer. A polícia chega ao local para inspecionar a torre, mas não encontram o corpo de Ian. As meninas recebem uma mensagem de texto de "A", dizendo: "Não acabou até que eu diga que acabou. Durmam bem, enquanto vocês ainda podem, vadias. –A"
Nas vidas diárias das meninas, Hanna continua se recuperando de seu rompimento com Caleb, enquanto Mona (Janel Parrish) cobre seus rastros depois de destruir a carta de Caleb. Lucas (Brendan Robinson) pega e traz Caleb (Tyler Blackburn) de volta para Rosewood. Spencer tem problemas com a gravidez de Melissa. Aria e Ezra comemoram a transferência de Ezra para Hollis, mas sua ex-noiva (Paloma Guzmán) aparece na casa dos Montgomery, causando suspeitas em Aria sobre seu relacionamento. Emily descobre que ela e sua mãe estão se mudando para o Texas para viver com seu pai, Wayne.

## Produção
“For Whom the Bells Toll" foi dirigido por Lesli Linka Glatter e escrito por I. Marlene King. É o quinto episódio escrito por King na série e o segundo dirigido por Glatter.

## Recepção

### Audiência
“For Whom the Bells Toll” estreou na ABC Family em 21 de março de 2011 e foi assistido por 3,64 milhões de pessoas. Ele recebeu uma classificação de 1,3 no perfil demográfico de 18-49 anos, traduzindo-se em 1,7 milhões de espectadores e aumento de classificações de 0,2 em relação ao episódio anterior. O episódio se destaca como o quarto episódio mais visto ficando trás dos episódios da segunda temporada "It's Alive" e "Unmasked", e "Moments Later", da primeira.

## Avaliações
Carrie Raisler do The A.V. Club deu um B- ao episódio, elogiando-o como "muito mais forte do que a temporada como um todo", enquanto também o classificou como "o episódio mais confuso da televisão." Tierney Bricker da Zap2it destacou a proeza intelectual de Spencer no episódio como um dos melhores momentos e comentou: "Você sabe que você só assiste a um bom final de temporada, quando você diz a frase "Oh meu Deus!" mais de cinco vezes. Eu repeti cerca de 10 vezes durante o final da 1ª temporada de Pretty Little Liars." Teresa Lopez da TV Fanatic elogiou o personagem de Brendan Robinson por fazer Caleb voltar à Rosewood e chamou o episódio de "divertido, embora um tanto insatisfatório."